# Metile

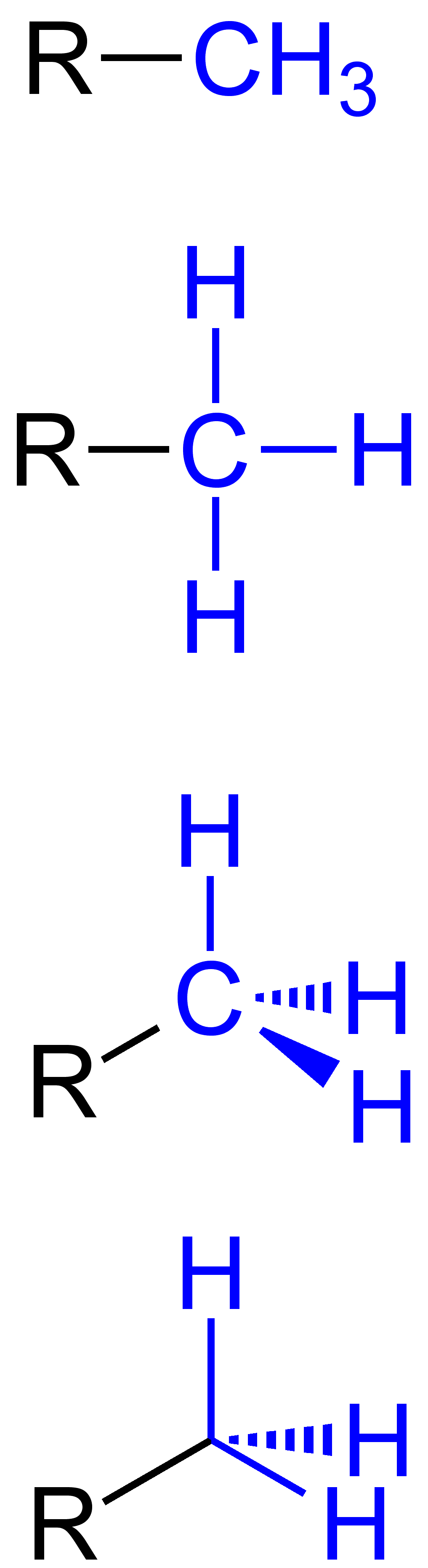
Rappresentazioni del gruppo metile (in blu)

Il metile (o gruppo metilico) è un gruppo funzionale monovalente derivante dal metano ed è il primo degli alchili, gruppi a loro volta derivanti da idrocarburi saturi a catena aperta (alcani).
È costituito da un atomo di carbonio legato a tre atomi di idrogeno che poi si lega al resto della molecola con un legame semplice, la cui formula è –CH3. In esso l'atomo di carbonio, che forma quattro legami in tutto e che non ha coppie solitarie, è ibridato sp3 come nel metano, dal quale il nome e la struttura derivano. Nelle altre strutture in cui è presente, il carbonio metilico è tetraedrico, ma non perfettamente tetraedrico come nel metano, mancando la simmetria del gruppo puntuale Td.
Spesso nelle formule di struttura è scritto in forma compatta usando il simbolo Me: MeOH sta a indicare l'alcool metilico CH3OH (metanolo). Nella nomenclatura sostitutiva una molecola in cui tale gruppo è presente al posto di un atomo di idrogeno assume il prefisso metil-, eventualmente preceduto dal numero dell'atomo di carbonio cui esso è legato: CH3-CH(CH3)-CH2-CH3 indica il 2-metilbutano.

## Etimologia
Furono i chimici francesi dell'Ottocento Jean-Baptiste Dumas e Eugène-Melchior Péligot, dopo aver stabilito la struttura chimica del metanolo nel 1835, ad introdurre il termine "metilene" derivandolo dai termini del greco antico μέθυ (méthy), vino,o anche bevanda inebriante, e ὕλη (hýle), selva, legna, materia del legno. Questo per sottolineare il significato di alcool (proveniente) dal legno, o spirito di legno usato per il metanolo in quanto alcool ricavabile da esso per distillazione. Dal termine iniziale metilene in seguito si affermò la dizione attuale "metile", per retroformazione, e quindi alcool metilico. Questo termine "metile" è presente in italiano dal 1931.
Il suffisso -ile degli altri alchili (e di alchile e arile stessi, e di altri gruppi) viene dallo stesso etimo hyle, per estensione.

## Gruppo funzionale
In quanto gruppo funzionale, il metile non è una specie chimica e tanto meno un composto e per esso le proprietà di una sostanza materiale (densità, punto di fusione, indice di rifrazione, etc.) non sono concepibili. Piuttosto, il metile (come pure gli altri gruppi funzionali) è considerato legato al resto della molecola e nella sua rappresentazione (−CH3) il tratto sul carbonio indica tale legame.
Il metile è l'alchile più semplice e si differenzia da tutti gli altri (alchili primari, secondari, terziari) per non avere alcun atomo di carbonio unito a quello con cui si lega al resto della molecola. È anche l'alchile avente il minimo ingombro sterico: il suo raggio di van der Waals è riportato essere 200 pm (2,00 Å), mentre quello dell'atomo di idrogeno è 120 pm (1,20 Å).
Nei riguardi della sua reattività in molecole organiche il metile è in grado di stabilizzare un carbocatione adiacente sia per effetto induttivo +I, che per effetto iperconiugativo; sempre per effetto iperconiugativo stabilizza un legame π al quale è legato come sostituente: così in alcheni, alchini e idrocarburi aromatici; stabilizza in certa misura anche un sito radicalico adiacente.

## Specie chimiche derivate
Come specie chimica a sé stante il metile può presentarsi come specie neutra nel radicale libero CH3•, il radicale metile (7 elettroni di valenza); come specie carica positivamente, nel catione metilico CH3+ (6 elettroni di valenza); come specie carica negativamente, nell'anione metilico CH3– (8 elettroni di valenza); tutte e tre queste specie sono molto reattive.

### Radicale metile
Il radicale metile generato in fase condensata o anche in fase gassosa è una specie a vita estremamente breve, soggetta a dimerizzare ad etano (CH3−CH3), ad estrazione di idrogeno (H•) da altre molecole, a dare metano, o estrazione di altri atomi (es. Cl•) per dare clorometano e generare altri radicali liberi; oppure unirsi ad altri radicali presenti a dare molecole stabili. Per la sua formazione dall'etano, cioè per omolisi di H3C–CH3, occorrono 356 kJ/mole; dal metano, per omolisi di H–CH3, 439 kJ/mol. È ancora in fase di studio la struttura del radicale libero CH3•, che sembra essere planare, o ameno approssimativamente tale.

### Catione metile
Il corrispondente catione CH3+ (il più semplice carbocatione) ha una struttura planare in cui l'atomo di carbonio ha ibridazione sp2  e si trova al centro di un triangolo equilatero i cui vertici sono occupati dai 3 atomi di idrogeno (simmetria D3h).
Questo può essere formato dal radicale metile (CH3•) per estrazione i un elettrone: il costo energetico di questo processo è il potenziale di ionizzazione di CH3•, che ammonta a 9,84 eV, molto meno di quella di H• (13,60 eV), ma maggiore di quella della gran parte dei metalli.
La specie che somiglia più da vicino ad un catione metile (un sintone di CH3+) in fase condensata è probabilmente lo ione metildiazonio CH3–N+≡N (ottenuto ad es. per protonazione del diazometano) nel quale il legame tra C e N è stato descritto come una interazione piuttosto debole, con una carica stimata su C di +0,840 e, facilmente soggetta a rompersi eteroliticamente in CH3+ e una molecola N2. Un altro, molto più comune, è quello che si ottiene protonando il metanolo, CH3–+OH2 che, in presenza di un nucleofilo, reagisce via SN2 come se fosse CH3+. Altri sintoni, ma neutri, sono rappresentati dai reattivi metilanti, tra cui lo ioduro di metile CH3–I e il triflato di metile CH3–O–SO2–CF3.
In fase gassosa il metano protonato, ossia lo ione metanio, che è facilmente ottenibile per ionizzazione chimica, può decomporsi nel catione metile e una molecola di idrogeno: 
CH5+ (g)   →   CH3+ (g) +  H2 (g)  (ΔHr° = 176 kJ/mol).
Un altro metodo per formare il catione metile privo di controioni in fase gassosa, come pure in fase condensata, è connesso al decadimento beta del trizio. A tale scopo si prepara il metano monotriziato per reazione del metillitio con acqua triziata:
CH3Li + HOT   →   LiOH + CH3T ↑
Nel metano triziato che in tal modo si raccoglie, in un certo lasso di tempo avvengono decadimenti dell'atomo di trizio legato al metile per dare un catione elio con espulsione di un elettrone (e un antineutrino): 
CH3–T   →   CH3–He+
Il legame tra C e He+ è estremamente debole e si rompe quasi subito, dando il catione metile e un atomo di elio neutro:
CH3–He+   →   CH3+  +  He.
Il catione metile è stato individuato nel mezzo interstellare, in particolare nella Grande Nebulosa di Orione.

### Anione metile
Il corrispondente anione, CH3–, è il più semplice, ha struttura piramidale (C sp3) con simmetria C3v, ma è soggetto ad inversione ad ombrello, come nella molecola di ammoniaca, con la quale esso è precisamente isoelettronico; la barriera di inversione è stata valutata in 0,492 kJ/mol (2,06 kcal/mol). L'inversione di CH3– è di gran lunga più facile che in NH3, in cui la barriera è circa 50 volte maggiore (24,7 kJ/mol). L'affinità elettronica del radicale CH3• ammonta a solo 0,080 eV, un ordine di grandezza in meno rispetto a quella di H• (0,75 eV), e la sua elettronegatività di gruppo è stata valutata essere χ ≈ 2,3 in scala Pauling, leggermente maggiore di quella di H (2,2).
L'anione metilico, ottenibile in fase gassosa, è ivi una delle basi più forti che si conoscano, eccettuata la base coniugata dell'idrossido di litio (LiO−), gli anioni doppiamente negativi in genere, come O2– e il dianione del dietilnilbenzene: l'affinità protonica di CH3– è 1.712 kJ/mol, ben maggiore di quella dello ione idruro H– (1.675 kJ/mol) e dello ione idrossido OH– (1.633 kJ/mol), che sono già basi molto forti.
Le specie chimiche che in fase condensata somigliano all'anione metilico e che sono sintoni di CH3– sono i metiluri di metalli molto attivi, principalmente di metalli alcalini, come ad esempio il metillitio (δ−CH3–Liδ+). In quest'ultimo, la carica stimata sull'atomo di carbonio ammonta a -0,506 e. Altri sintoni con carica parziale sul carbonio metilico meno accentuata sono rappresentati dai reattivi di Grignard metilici, δ−CH3–Mgδ+−X (X = Cl, Br, I).

## Biochimica
In biochimica, il trasferimento di gruppi metilici rappresenta un modo di trasmissione di alcuni tra i segnali intracellulari più delicati.
La S-adenosil-metionina (SAM), un metabolita intermedio derivato dalla metionina e dall'ATP, tramite enzimi specifici può cedere il suo gruppo metilico sia a proteine che ad acidi nucleici, soprattutto il DNA.
La metilazione del DNA e degli istoni, rappresenta infatti un evento biochimico legato sia alla proliferazione che al differenziamento cellulare.
Tramite le protein-metiltrasferasi (PRMTs), la metilazione dei substrati proteici ne garantisce delle funzioni catalitiche o di stabilità particolari; oppure la migrazione di proteine verso compartimenti cellulari specifici.
Nel caso del DNA, gli enzimi DNA-C-metiltrasferasi (DNMTs), cedono il radicale metile dalla SAM ad un residuo di citosina sul carbonio 5 dell'anello.
La metilazione avviene in corrispondenza di zone del DNA ricche di citosine affiancate da guanine (isole CG). Una volta metilate, queste isole diventano bersaglio di proteine "cappio" sensibili alla presenza di metil-citosine, le quali impediscono stabilmente che il DNA di quella regione genica venga trascritto.
La metilazione di quel punto ha portato alla repressione della trascrizione di quel gene o gruppo di geni. Nel caso di cellule rinnovabili, la reazione non è facilmente reversibile e conduce la cellula a scegliere un programma genetico che da immatura (blasto) la porterà ad un fenotipo orientato (cellula muscolare, epatica, neuronale, ecc.).
La reazione è invece favorita nel caso delle cellule tumorali dove la malignità, e l'acquisizione di proprietà biochimiche che la cellula non possedeva prima, sono da imputare ad una maggiore eliminazione delle proteine "cappio", o all'inattivazione delle DNMTs.

### Terapie
In terapia esistono alcuni farmaci che inibiscono le DNMTs ed inducono le cellule sia normali che tumorali a differenziarsi.
La 5-azacitidina, derivato azotato della citosina, mima il substrato citosinico nella molecola del DNA ed inganna l'enzima che così non metila bene il DNA. La cellula viene così forzata a scegliere un programma genetico terminale.
La 5-azacitidina ha trovato e tuttora trova impiego nella terapia delle mielodisplasie, dove il rischio delle cellule midollari di convertirsi in blasti leucemici è molto alto.
In laboratorio è il farmaco preferito per trattare le colture di cellule animali ed umane in modo da studiare i meccanismi intimi, ed ancora molto oscuri, del differenziamento cellulare.